# Frances Burney
Pour les articles homonymes, voir Burney.
 (janvier 2024).
Si vous disposez d'ouvrages ou d'articles de référence ou si vous connaissez des sites web de qualité traitant du thème abordé ici, merci de compléter l'article en donnant les références utiles à sa vérifiabilité et en les liant à la section « Notes et références ».
Œuvres principales
- Evelina (1778)
- Cecilia (1782)
- Camilla (1796)
- The Wanderer (1814)

Frances Burney, née le 13 juin 1752 à King's Lynn et morte le 6 janvier 1840 à Bath, est une romancière anglaise.

## Biographie

### Famille
Née le 13 juin 1752 à King’s Lynn (Norfolk), Frances Burney, ou Fanny comme l’appelaient ses proches, est la troisième d’une fratrie de six enfants. Son père, Charles Burney, est un compositeur et un spécialiste de l’histoire de la musique et sa mère, Esther Sleepe Burney, est la fille d’un réfugié français. Cette dernière décède le 27 septembre 1762, alors que Frances Burney n’a que dix ans. En 1767, son père se remarie avec Elizabeth Allen, qui a déjà trois enfants. La famille Burney fait partie de la classe sociale de la gentry, qui comprend la haute bourgeoisie et la noblesse non titrée.
La famille recomposée de Charles Burney compte en tout neuf enfants (dont six de son premier mariage). La plupart de ses enfants ont un destin ou un talent particulier. Esther (1749-1832) est douée pour la musique, notamment le clavecin, Susan (1755-1800) chante, James (1750-1821) est un officier de la Royal Navy, Charles (1757-1817) est un enseignant et il a ouvert sa propre école pour garçons, Richard a construit une école pour les orphelins de Calcutta et Sarah Harriet (1772-1844) écrit (elle est l’auteure de sept romans en tout). Cette dernière a toujours été très proche de sa demi-sœur Frances mais ses ouvrages n’ont pas eu la même postérité (même s’ils ont eu du succès après leur publication et que certains ont été traduits en français et en allemand). Les enfants de Charles Burney ont tous joui de sa grande culture et de ses nombreuses relations dans le milieu intellectuel et artistique.

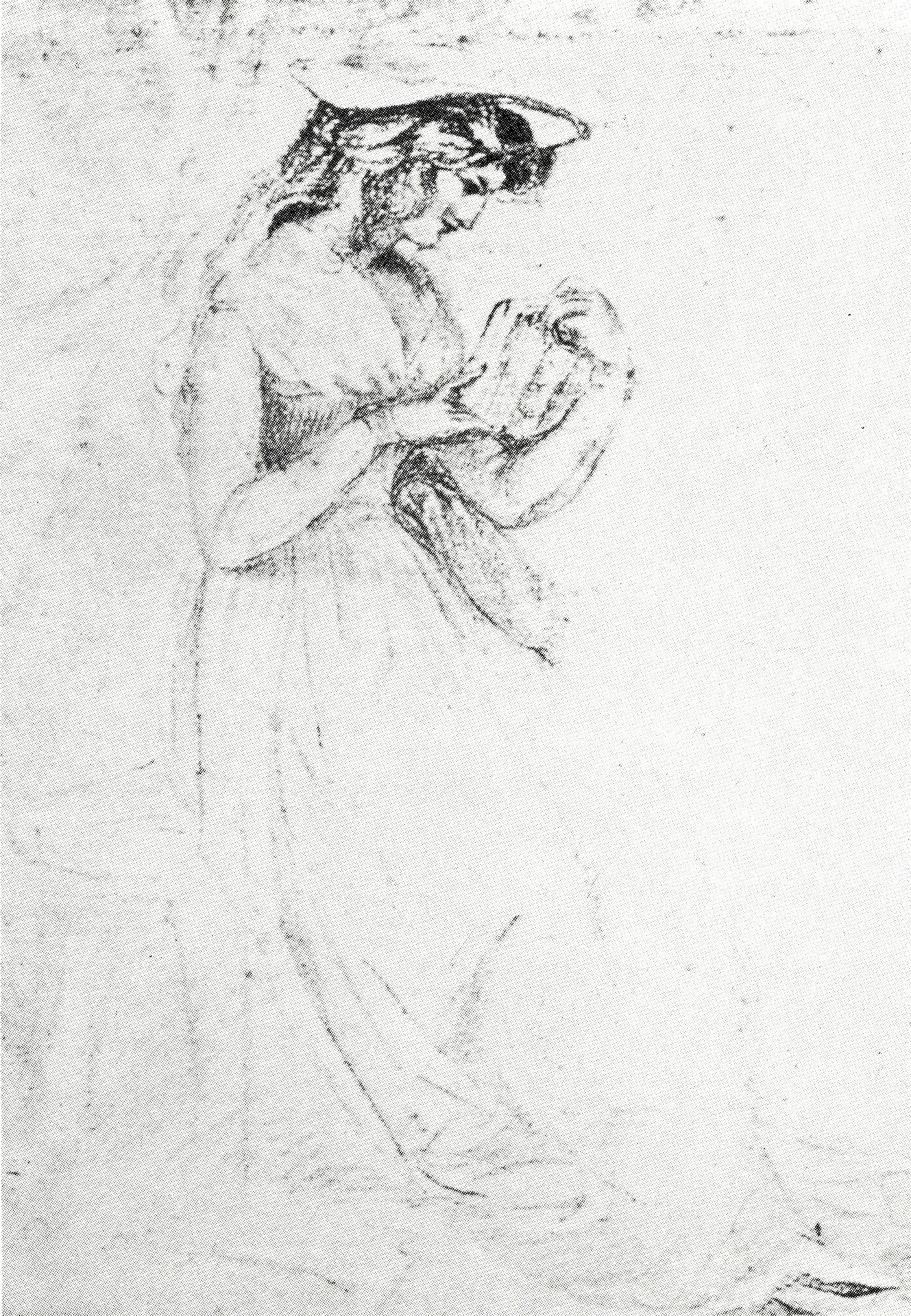
Portrait de Fanny Burney lisant, par Edward Burney, son cousin.

Parmi les enfants Burney, celle qui est destinée le moins à un grand avenir n’est autre que Frances Burney. En effet, alors que ses frères ont eu la chance d’étudier et que ses deux sœurs, Esther et Susan, ont suivi une éducation à Paris, Frances Burney ne sait toujours pas lire à l’âge de huit ans. N’ayant jamais eu d’éducation formelle, elle a donc appris seule à lire, à écrire ainsi que le français et l’italien dans la bibliothèque de son père. Après avoir lu tous les livres de la collection familiale, Frances Burney développe un grand intérêt pour l’écriture en retranscrivant les conversations auxquelles elle assiste ou en décrivant les personnes de son entourage puis, à l’âge de 15 ans, elle commence son journal (qui sera publié en plusieurs volumes après sa mort) dans lequel elle s’adresse à « Nobody ». Cet intérêt pour l’écriture n’est pas une particularité au sein de la famille Burney puisque sa sœur Susan tient aussi un journal, que son frère James a publié les récits de ses voyages en mer et que sa sœur Sarah Harriet est devenue écrivaine. Si le potentiel culturel et intellectuel de la famille Burney est très développé et qu’une grande partie possède un attrait pour l’écriture, dont en premier lieu le père, cela n’a pourtant pas été chose facile pour Frances Burney d’assumer son envie d’écrire, dans un premier temps, et d’être publiée par la suite. Pour Elizabeth Allen, la belle-mère de Frances Burney, une jeune fille de la gentry ne doit pas écrire. Ainsi, lorsque cette dernière apprend l'existence du manuscrit du premier roman de sa belle-fille, The History of Caroline Evelyn, elle l’oblige à faire un autodafé de toutes ses productions littéraires. Cet événement se produit en 1767, Frances Burney a quinze ans. Elle en restera marquée pendant une grande partie de sa vie : le désir d’écrire ne disparaîtra jamais mais la honte l’accompagnera un long moment.

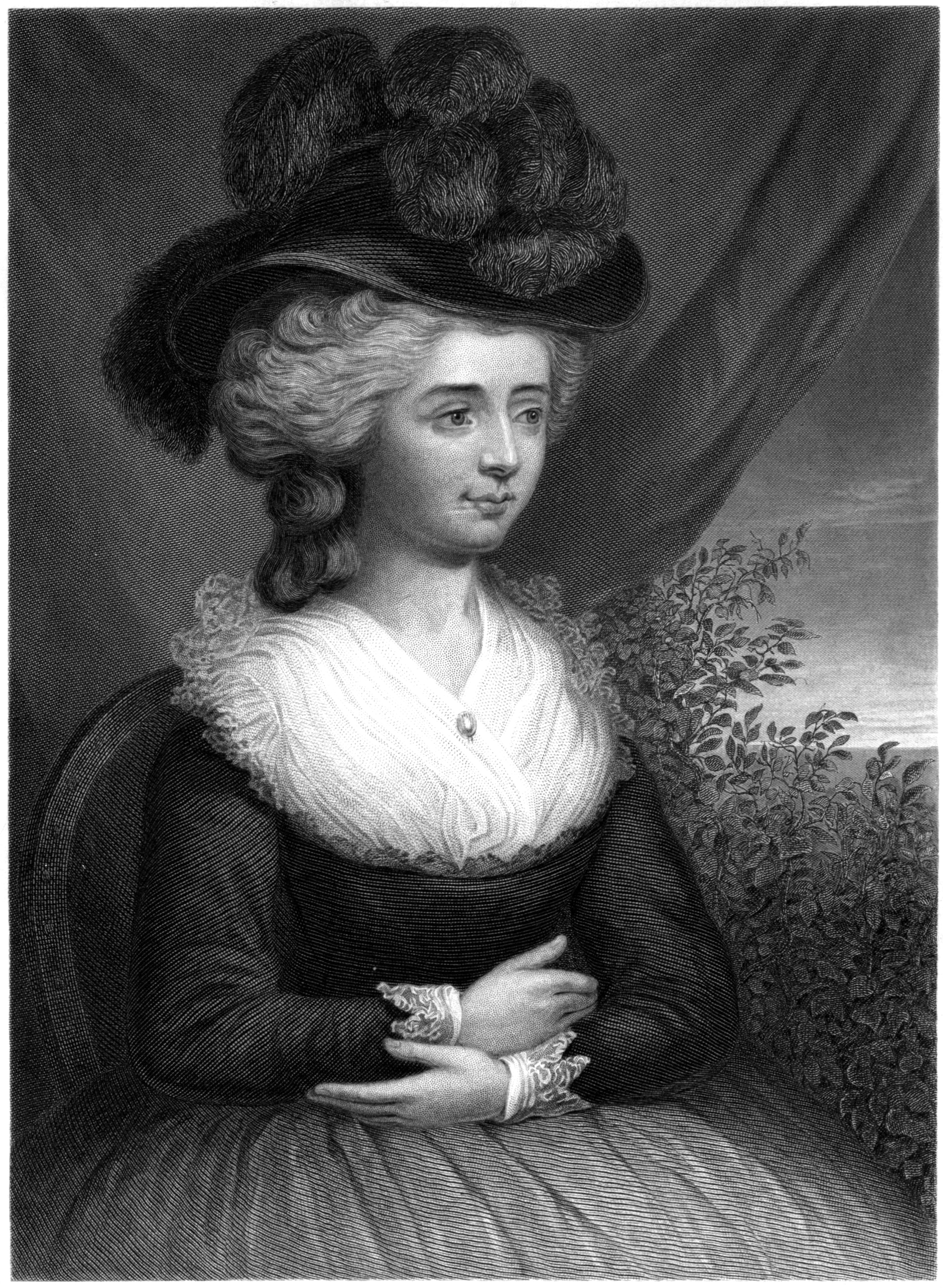
Frances Burney en 1782

### Dame de compagnie à la Cour de la reine
En 1786, toujours pas mariée, Frances Burney accepte le poste de dame de compagnie proposé par la reine Charlotte. Elle l'occupera jusqu'en 1791. Elle acquiert ainsi un statut social ainsi qu’un salaire de £100 par an. Pour une femme de la gentry et pour sa famille, le statut de dame de compagnie est bien plus appréciable et utile que celui d’écrivaine. Ces cinq années d’isolement, durant lesquelles elle n’a que très peu de temps à consacrer à l’écriture, sont dures à vivre. Cependant, elle continue la rédaction de son journal dans lequel elle relate sa vie à la cour ainsi que les évènements importants qui s’y produisent comme le procès de Warren Hastings. De plus, elle commence la rédaction de son troisième roman Camilla or A Picture of Youth, qu’elle publie en 1796. Elle quitte la Cour en 1791, épuisée et malade. Ses relations avec la famille royale ne s’arrêtent pas pour autant : elle entretiendra une correspondance avec les princesses jusqu’à sa mort.

### Mariage
En 1791, Frances Burney s’installe chez sa sœur Susanna, mariée à Molesworth Phillips et vivant dans le Surrey, non loin de Juniper Hall. Ce manoir abrite de nombreux émigrés français qui, étant en faveur d’une monarchie constitutionnelle, ont fui la France révolutionnaire. La locataire de Juniper Hall n’est autre qu’Anne Louise Germaine de Staël, dont Charles Burney déconseille la fréquentation à sa fille, à cause des mœurs légères de la baronne. Cette dernière est entourée du comte Louis de Narbonne (son amant), de Charles Maurice de Talleyrand-Périgord, du vicomte de Montmorency-Laval, le comte Lally-Tollendal, le comte de Jaucourt, la princesse d’Hénin-Liétard, la comtesse de Châtre ou encore le général Alexandre D'Arblay. Frances Burney se rapproche de ce dernier, malgré le désaccord de son père qui lui reproche son catholicisme, sa pauvreté et son statut d’émigré. Pour la première fois, Frances Burney ne respecte pas l’avis de Charles Burney et se marie avec Alexandre Jean-Batiste Piochard d'Arblay le 28 juillet 1793, à l’âge de 41 ans. En 1794, elle donne naissance à leur fils, Alex. Le mari de Frances Burney l’a toujours encouragée à écrire, il appréciait d’ailleurs grandement les ouvrages de sa femme.

### La France (1802-1814)
En France, Napoléon Bonaparte est au pouvoir depuis 1799 et « la loi du 6 floréal an X (26 avril 1802) amnistie les émigrés qui n’ont pas combattu contre la France ». De ce fait, Frances Burney suit son mari en France, pays dans lequel elle résidera jusqu’en 1815. À Paris, Frances Burney est entourée des anciens habitants de Juniper Hall (à l’exception de Germaine de Staël) et fait aussi la connaissance du peintre Jacques-Louis David et de sa femme. Lors de ce séjour, qui la sépare de sa famille, Frances Burney va avoir une abondante correspondance, écrivant presque chaque jour à des personnes différentes. En parallèle, elle continue aussi de tenir son journal,. Ces écrits privés représentent un témoignage important sur une période historique française complexe. Elle y raconte ses rencontres avec Napoléon Bonaparte, sa fuite à Bruxelles durant les Cent-Jours, la bataille de Waterloo mais aussi un épisode personnel douloureux : sa mastectomie. En effet, en 1812, Frances Burney écrit une lettre à sa sœur Esther pour lui raconter son opération du sein, faite sans anesthésie, qui eut lieu en 1811. L’extraction de la masse cancéreuse est effectuée par le baron Larrey, assisté par cinq autres médecins dont le professeur Dubois, chirurgien renommé. Le baron Larrey relate les diverses étapes de l’opération dans un rapport médical. L’opération réussie, Frances Burney se remet très vite.
Inquiète de la santé de son père et souhaitant soustraire son fils à la conscription impériale, Frances Burney regagne l’Angleterre en 1812 et ne retourne en France qu’en 1814. Durant cette période, elle communique par lettres avec son mari resté en France. En 1814, elle publie en Angleterre son quatrième roman, The Wanderer. La même année, son père décède. À son retour en France, les Bourbons sont de nouveau au pouvoir et Alexandre D'Arblay est devenu sous-lieutenant aux gardes du corps (sous le consulat de Bonaparte, de 1802 à 1814, il avait obtenu le droit de ne pas combattre contre les Anglais et jouissait d’une pension de réforme). Lors des Cent-Jours, le roi l’envoie en mission à Trèves et Frances Burney ne revoit son mari qu’en 1815, blessé à la suite d’un accident de cheval. 
De retour en Angleterre, Alexandre D'Arblay meurt quelques années plus tard, en 1818.

### Memoirs of Doctor Burney
En 1832, son fils, devenu clergyman, disparaît à l’âge de 38 ans. La même année, elle publie sa dernière production, un hommage à son père : Memoirs of Doctor Burney.
Alors que des biographies de Charles Burney sont en cours, Frances Burney décide de publier elle-même une biographie de son père, préférant le faire à la place d’un étranger. Les Memoirs of Doctor Burney sont publiés en 1832 par l’éditeur Edward Moxon. Ne pouvant publier les lettres qu’il a reçues et ayant détruit la plupart de ses notes, Frances Burney raconte donc à la troisième personne la vie de son père, tout en étant elle-même un personnage principal. En effet, dans cette biographie, en parallèle de la vie de Charles Burney, on retrouve les confessions de sa fille. Elle y aborde les étapes importantes de sa carrière littéraire, dans laquelle son père a joué un grand rôle. À la publication de Memoirs of Doctor Burney, Frances Burney est rémunérée £1000. Cette somme est également reversée à chaque enfant né du mariage entre Esther et Charles Burney.

## Evelina, or, A Young Lady's Entrance into the World
En plus de publier son premier roman Evelina de manière anonyme, Frances Burney use de stratagèmes afin que son identité ne soit pas démasquée. Adolescente, c’est elle qui retranscrit au propre les manuscrits de son père : de peur qu’un éditeur reconnaisse son écriture, elle écrit le manuscrit d’Evelina avec une écriture déguisée. Afin que personne ne la surprenne, elle le rédige la nuit. Elle envoie ensuite des lettres, écrites de la même écriture déguisée, aux éditeurs. Robert Dodsley, ne voulant pas publier un ouvrage sans en connaître l’auteur, refuse le manuscrit. Dans sa lettre à l’éditeur Thomas Lowndes, Frances Burney lui demande d’adresser sa réponse (qui fut positive) à Mr. King à l’Orange Coffee House. Mr. King est en réalité son frère James qui, mis dans la confidence, accepte de se déguiser pour transmettre le manuscrit et faire la transaction. Evelina or the History of a Young Lady's Entrance into the World est publié en 1778.
Thomas Lowndes paie le manuscrit d’Evelina à peine vingt guinées, malgré une tentative de négociation pour trente guinées. Lors de la réédition de l’ouvrage, il lui accorde dix pounds de plus. Comme l’ouvrage est un véritable succès, Thomas Lowndes le réédite quatre fois : il en vend 2 000 exemplaires, à cela s’ajoutent 1 500 exemplaires d’une édition illustrée.
Evelina est le seul ouvrage de Frances Burney à être publié anonymement.

## The Witlings
À la suite de la publication d’Evelina, la vie de Frances Burney est rythmée par ses nombreuses rencontres avec les personnes influentes du milieu littéraire londonien, dans la demeure d’Esther Thrale ou d’Elizabeth Montagu. Elle fait l’objet de nombreux compliments, son premier roman y est très apprécié et déjà des demandes apparaissent concernant une éventuelle deuxième publication. Les dialogues comiques d’Evelina amènent ses connaissances, notamment Hesther Thrale, Richard Brinsley Sheridan (alors propriétaire du théâtre de Drury Lane) et Joshua Reynolds, à lui conseiller l’écriture d’une pièce de théâtre, et d’une comédie plus particulièrement. Même son père, ainsi que Samuel Johnson et Samuel Crisp (dont elle est très proche), l’encouragent dans cette voie. Ainsi, durant l’année 1779, Frances Burney commence la rédaction d’une comédie pour laquelle elle s’inspire du milieu qu’elle côtoie depuis presque un an : les cercles littéraires. Samuel Johnson approuve cette idée, il souhaite même que sa comédie se nomme « Stretham, a Farce », en référence aux assemblées organisées par Hester Thrale à Streatham Park. The Witlings est achevée en août 1779, après quelques révisions.
The Witlings est une comédie en cinq actes mettant en scène un cercle littéraire nommé « The Esprit Party ». Il est mené par Lady Smatter, qui pense pouvoir juger de la qualité d’une œuvre grâce à sa grande culture littéraire, et comprend quatre autres membres : Mrs. Sapient, incapable de former un jugement par elle-même ; Mrs. Voluble, une dame très bavarde et ayant un penchant pour les commérages ; Mr. Dabler, qui se veut être un poète mais qui n’a pas de réel talent ; Mr. Codger, qui s’exprime de façon pédante. Le neveu de Lady Smatter, Beaufort, est amoureux d’une orpheline et riche héritière, Cecilia. Après une mauvaise gestion de son argent par le banquier, Cecilia se retrouve ruinée et Lady Smatter se voit dans l’obligation de refuser une alliance entre son neveu et cette dernière. Alors que Cecilia est sur le point d’accepter de partir en France pour devenir dame de compagnie et que Beaufort n’a plus aucun espoir d’union avec la femme qu’il aime, son ami, Censor, donne de l’argent à Cecilia afin que le mariage puisse se faire. À la fin du dernier acte, en plus de sauver le couple, Censor ridiculise Lady Smatter.
The Witlings s’inscrit dans le genre théâtral des comédies de mœurs. En effet, Frances Burney y montre un cercle littéraire dans lequel les membres échangent de la flatterie mutuelle plutôt qu’un quelconque savoir littéraire qu’ils prétendent avoir. Lady Smatter est le personnage le plus ridiculisé : les citations qu’elle tire de ses lectures sont erronées, elle dit lire beaucoup de livres mais ne s’en souvient jamais, les critiques littéraires qu’elle produit ont une grande valeur selon elle, elle est la plus sensible aux flatteries et enfin elle ne comprend ni la contradiction ni la moquerie.
Lorsque Frances Burney présente à ses proches la version finale de The Witlings, les jugements négatifs affluent : pour Samuel Crisp, The Witlings a trop de points communs avec Les Femmes savantes de Molière et ce qui dérange le plus Charles Burney c’est la ressemblance entre « The Esprit Party », le cercle littéraire de Lady Smatter, et les bluestockings ainsi qu’entre Lady Smatter elle-même et Hester Thrale et Elizabeth Montagu. Ainsi, en 1780, après avoir effectué quelques modifications du manuscrit en vain, Frances Burney se résigne à abandonner l'idée d'une représentation de The Witlings. 

## Cecilia, or, Memoirs of an Heiress
Frances Burney écrit Cecilia or Memoirs of an Heiress de 1781 à 1782. Thomas Cadell et Thomas Payne achètent les droits du manuscrit 200 £. De 1783 à 1796, Cecilia est réédité sept fois.
Orpheline de vingt ans, Cecilia Beverley quitte Bury pour un séjour à Londres après la mort de son oncle qui s’est occupé d’elle depuis la mort de ses parents. Grâce à son oncle, Cecilia a hérité d’une belle fortune. Cependant, ce dernier a inscrit sur son testament une volonté qui va compliquer la vie de Cecilia : si elle se marie, son époux devra prendre le nom de Beverley.
À Londres, Cecilia a trois protecteurs désignés par son oncle : Mr. Harrel, Mr. Briggs et Mr. Delvile. En plus de ces trois hommes, Cecilia bénéficie de la protection et des conseils de Mr. Monckton, un ami de son oncle, qui est marié avec une femme âgée qu’il n’aime pas. Secrètement amoureux de Cecilia, il attend que sa femme meure pour pouvoir l’épouser. Durant le long séjour londonien de la jeune fille, il ne cessera de tenter de l’empêcher de tomber amoureuse. À son arrivée, la jeune fille séjourne chez Mr. Harrel, qui est aussi le mari de son amie d’enfance, Priscilla. Elle se rend vite compte que son amie est devenue superficielle et qu’elle et son mari dépensent tout leur argent en mondanités. Lors de ces soirées londoniennes qui l’épuisent, Cecilia fait la connaissance de nombreuses personnes dont Sir Robert Floyer, un homme grossier et insolent très intéressé par sa fortune et le timide frère de Mrs. Harrel, Mr. Arnott, qui tombe amoureux d’elle. Alors que les évènements mondains s’accumulent, Cecilia rencontre Mrs. Hills, la femme d’un employé de Mr. Harrel qu’il n’a pas payé. Toutes ses tentatives pour essayer de convaincre Mr. Harrel de payer Mr. Hills échouent et c’est finalement Mr. Arnott qui donne l’argent à Mrs. Hills.
Lors d’une soirée à l’opéra, Sir Robert Floyer se bat avec un jeune homme, Mr. Belfield, qui souhaitait s’asseoir à côté de Cecilia. Grâce à Mortimer Delvile, le fils de Mr. Delvile, la bataille cesse mais, un duel est organisé et Mr. Belfield est blessé. Se sentant coupable, elle aide financièrement et moralement la famille Belfield et découvre que Mortimer Delvile les aide aussi. Après avoir fait la connaissance de Mrs. Delvile, Cecilia s’attache à cette famille et développe des sentiments amoureux envers le fils Delvile (malgré les critiques de Mr. Monckton, motivées par la jalousie). Elle quitte d’ailleurs le couple Harrel afin de vivre chez les Delvile quelque temps. En parallèle, Sir Robert Floyer la demande en mariage et malgré les refus répétés de la jeune fille, Mr. Harrel et lui-même pensent que le mariage devrait être pour bientôt et c’est aussi ce que commence à penser Mortimer Delvile. Elle demande alors l’aide de Mr. Delvile afin qu’il fasse comprendre à Sir Robert Floyer qu’elle ne l’épousera pas, ce qui ravit Mortimer Delvile.
Alors que les dettes de Mr. Harrel s’accumulent, il menace Cecilia de se suicider si elle ne lui donne pas d’argent. Alors qu’elle a réglé les dettes de Mr. Harrel, ce dernier continue de contracter des dettes et il devient même violent avec sa femme. Lors d’une soirée qu’il organise à Londres, Mr. Harrel se suicide. Mortimer Delvile console Cecilia mais, une fois arrivés dans la demeure des Delvile, son comportement devient étrange. Mrs. Delvile explique à Cecilia que son fils ne l’épousera pas s’il doit changer son nom et devenir Mortimer Berveley. Ne supportant plus de la voir sans pouvoir l’aimer, Mortimer quitte l’Angleterre. Face à cela, Cecilia ne laisse transparaître aucune émotion et Mortimer pense qu’elle ne l’aime pas. Heureusement, un de ses amis lui décrit la souffrance de la jeune fille après son départ et il décide de revenir pour la demander en mariage. Le jeune couple décide de s’enfuir mais Mr. Monckton fait échouer leur plan. Apprenant cela, Mrs. Delvile tombe malade et le couple décide de ne plus se voir. Finalement, Mrs. Delvile donne son accord à leur union (contrairement à Mr. Delvile, qui a appris par le biais de Mr. Monckton que Cecilia n’a plus de fortune personnelle) et le couple se marie (Mortimer garde son nom). Mortimer dévoile le vrai visage de Mr. Monckton à Cecilia ce qui rend furieux ce dernier : une bagarre éclate entre les deux hommes et Mr. Monckton est blessé. Par peur des représailles, Mortimer fuit l’Angleterre avec sa mère. Malheureuse et sans argent, Cecilia demande de l’aide à Mr. Belfield. Lorsque Mortimer revient à Londres, il les voit ensemble et pense qu’ils sont en couple, il quitte donc Cecilia une nouvelle fois. Cette dernière sombre dans la folie et est enfermée dans un asile, comme l’apprennent certains de ses amis dans des articles de presse. Ils préviennent alors Mortimer qui revient aider Cecilia. Elle retrouve peu à peu la santé et Mr. Delvile accepte leur mariage. Le couple, enfin réuni, emménage dans la demeure des Delvile.

## Camilla, or, A Picture of Youth
Ce sont les connaissances que Frances Burney a faites au sein des cercles littéraires et à la cour qui lui permettent de publier Camilla, grâce au système de souscription. Cela consiste à ce que des investisseurs, trouvés au sein des connaissances de l’auteur(e) ou à l’aide d’annonces dans les journaux, financent la publication de l’ouvrage. Camilla est un ‘best-seller’ quasi-instantanément : le nombre d’exemplaires vendus atteint les 4 000 exemplaires et une deuxième édition voit le jour en 1802.
Épuisé par la vie mondaine et souhaitant revoir son frère, Sir Hugh Tyrold décide de venir vivre à Cleves avec sa nièce, Indiana Lynmere, et sa gouvernante, Miss Margland. Il découvre alors les enfants de son frère (Camilla, Eugenia, Lavinia et Lionel) et s’attache particulièrement à Camilla, qui devient alors sa principale héritière. Après avoir réussi à convaincre les parents de la jeune fille, Camilla vient vivre avec lui mais aussi, avec Indiana qui commence à développer un sentiment de jalousie envers elle.
Le jour des dix ans de Camilla, Sir Hugh Tyrold organise son anniversaire et y invite Lionel, Lavinia ainsi que le protégé de Mr. Tyrold, Edgar Mandelbert. Alors qu’elle n’est pas vaccinée contre la variole, Eugenia est aussi autorisée à aller à l’anniversaire à condition qu’elle ne sorte pas à l’extérieur. Malheureusement, Lionel réussit à convaincre leur oncle d’aller dehors et Eugenia tombe gravement malade. Elle survit mais, est désormais défigurée et estropiée. Se sentant coupable, Sir Hugh Tyrold fait d’elle son unique héritière et arrange un éventuel mariage entre Eugenia et le frère d’Indiana, Clermont Lynmere, (qui est alors sur le continent pour ses études). Il décide aussi de donner une éducation solide à Eugenia pour que son intelligence pallie son manque de beauté et pour qu’elle puisse tenir une conversation avec son futur mari. Au cours de cet anniversaire, Sir Hugh Tyrold arrange un autre éventuel mariage entre Edgar Mandelbert et Indiana. Quelques années après, les choses ne se passent pas comme Sir Hugh Tyrold l’a prévu : Edgar Mandelbert est en fait attiré par Camilla et Clermont Lynmere ne souhaite pas épouser une femme éduquée.
Alors que Clermont et Eugenia réussissent à faire comprendre à Sir Hugh Tyrold que leur union n’est pas réalisable, Edgar et Camilla ont du mal à assumer leur amour devant ce dernier. D’ailleurs, plusieurs personnes essayent de les séparer comme Indiana et sa gouvernante, Dr. Marchmont, le tuteur d’Edgar aux idées misogynes, et Sir Sedley Clarendel, un séducteur qui est tombé amoureux de Camilla. Ce dernier pense que Camilla va l’épouser lui en dépit de son refus à cause du frère de la jeune femme. En effet, Lionel, qui demande sans cesse de l’argent à Camilla, encourage les avances de Sir Sedley Clarendel pour que sa sœur ait sa fortune. Malgré tout, Edgar demande la main de Camilla à son père et son oncle qui acceptent. Mais, un évènement va mettre un terme à leur union : Edgar surprend Sir Sedley Clarendel embrasser (de force) la main de Camilla. Les reproches d’Edgar blessent Camilla, elle le libère alors de son engagement. Elle décide de partir pour Southampton avec une amie, Mrs. Berlington, Eugenia, Indiana et Miss Margland. De son côté, Eugenia devient
de nouveau la proie d’Alphonso Bellamy (il l’avait demandé en mariage alors qu’elle était encore engagée à Clermont), qui est en réalité beaucoup plus intéressé par son argent que par elle-même. Il finit par l’enlever pour la forcer à se marier avec lui. L’argent d’Eugenia lui appartient désormais et il refuse d’aider son père et son oncle, ruinés à cause des dettes contractées par Lionel. Ne pouvant rembourser les dettes de son fils, Mr. Tyrold est emprisonné.
C’est la mort accidentelle de Bellamy qui va débloquer la situation : Eugenia peut alors aider son oncle et son père, qui est alors libéré. Eugenia, aussi libérée d’un mariage sans amour, s’unit à Mr. Melmond : un homme qu’elle aime et qui est aussi amoureux d’elle (même s’il s’est laissé aveugler par la beauté d’Indiana pendant un certain temps). Edgar et Camilla, qui ont clarifié tous les malentendus, finissent par se marier eux aussi. Lavinia épouse Hal Westwyn, le fils d’un ami de son père, et Indiana s’enfuit avec un militaire sans le sou. Quant à Clermont, il est humilié par un serviteur qu’il a injustement fouetté.

## The Wanderer, or, Female Difficulties
Après son séjour en France qui a débuté en 1802, le retour dans le marché du livre de Frances Burney est marqué par la publication de son quatrième roman The Wanderer ; or, Female Difficulties, en 1814. Avec l’aide de son frère Charles, Frances Burney réussit à négocier la publication de ce roman auprès des éditeurs Longman & Co. Elle obtient 1 500 £ d’acompte et 500 £ pour le manuscrit puis encore 500 £ six mois après la première publication et une fois de plus douze mois après la première publication. Pour la deuxième et la troisième édition, elle reçoit respectivement 500 £ et 250 £. La première édition de The Wanderer est tirée à 4 000 exemplaires.
Le roman commence dans un port : de nuit, un bateau s’apprête à quitter la France avec à son bord des émigrés anglais fuyant la Terreur et Robespierre mais, le départ est retardé à cause d’une jeune femme suppliant qu’on la prenne à bord car elle est en danger de mort. Après concertations, l’équipage accepte de la faire monter et le bateau peut enfin rejoindre les côtes anglaises. Durant le voyage, « the stranger » est l’objet de toutes les attentions, chacun essayant de savoir qui elle est, d’où elle vient et ce qu’elle fuit mais, elle ne répond à aucune question. Ils finissent cependant par découvrir une chose lorsqu’elle enlève ses gants: sa peau noire (le reste de sa peau n’étant pas visible à cause des bandages qu’elle porte). Alliée à sa nationalité française, ce détail intensifie les réactions négatives, notamment de la part d’une dame âgée, Mrs. Mapple. Après avoir été menacée d’être remise aux autorités, la jeune femme finit par avouer qu’elle est anglaise et cette révélation apaise les esprits. Pour plaire à Mr. Harleigh, Elinor Joddrel convainc sa tante, Mrs. Mapple, de l’héberger chez elles. En effet, Mr. Harleigh est le seul à avoir défendu et protégé « the stranger » durant le voyage en bateau et Elinor est amoureuse de Mr. Harleigh, malgré le fait qu’elle doit épouser le frère de ce dernier. Sans identité, les autres personnages attribuent à la jeune femme divers noms : « black insect », « foreigner », « vagabond », « this body », « wanderer ». Au dixième chapitre, la jeune femme accepte de donner un nom, qui se révèlera être faux : Miss Ellis. Au chapitre quarante et un, le lecteur apprend son vrai nom : Juliet Granville. De plus, elle accepte de montrer son vrai visage en enlevant les bandages ainsi que le maquillage noir sur sa peau blanche. Hébergé chez Mrs Mapple, qui continue de la dénigrer, Miss Ellis dévoile peu à peu sa personnalité et ses talents de harpiste. Ce n’est qu’au chapitre soixante-dix-sept que le lecteur découvre les raisons qui ont mené Juliet à fuir la France : Mr. Harleigh découvre qu’elle est la fille du Comte Granville, qu’elle a été élevée en France et que lors de la Révolution elle a été obligée d’épouser un révolutionnaire sous peine de voir son père mourir. C’est donc pour fuir son mari que Juliet a quitté la France.
Seule, sans nom ni fortune, Juliet n’a d’autre choix que d’accepter l’aide qu’on lui propose même si certaines des personnes qui l’entourent la traitent mal à l’instar de Mrs. Mapple et Mrs. Ireton, deux personnes chez qui elle est successivement hébergée et qui lui font sentir sans cesse son infériorité. Juliet vit mal cette vie de dépendance et le seul moyen d’y mettre fin est le travail. Finalement, après être partie de chez Mrs. Mapple, Juliet, grâce à une idée de Miss Arbe, décide d’acquérir son indépendance en donnant des leçons de harpe à des jeunes filles. Très vite, Juliet trouve sept élèves et s’épanouit pendant un temps dans ce métier. Cet épanouissement ne dure pas longtemps, certaines de ses élèves refusant de la payer évoquant diverses raisons. Quant aux autres, elles ont transmis l’argent directement à Miss Arbe, qui se fait passer pour sa protectrice. Lorsque Juliet lui réclame son argent, cette dernière explique avoir tout dépensé dans des accessoires pour ses futures représentations, alors que Juliet lui a précisé qu’elle ne souhaitait pas jouer sur une scène. Ainsi, l’expérience d’indépendance de Juliet, acquise grâce à son art, fut brève. Après être partie de chez Miss Arbe, Juliet se résout de travailler en tant que couturière dans le magasin de tissus où elle a contracté une dette. Une fois sa dette payée, Juliet, se retrouvant à nouveau sans emploi, est réembauchée chez Mrs. Ireton, qui l’humilient encore plusieurs fois. Elle réussit une fois de plus à s’échapper de la demeure de Mrs. Ireton, pour rejoindre son ami française, Gabriella, à Londres. Ensemble, elles ouvrent un magasin de tissus dont elle finit par s’enfuir car elle découvre que son mari est à sa recherche. Juliet trouve alors refuge dans une ferme. Son mari finit tout de même par la retrouver mais, alors qu’il tente de l’enlever pour la ramener en France, la police anglaise l’interpelle et l’expulse. Désormais toutes les connaissances de Juliet savent qui elle est et les épreuves qu’elle a vécu. The Wanderer se termine avec un happy ending, puisque Juliet est enfin entourée de sa famille et Mr. Harleigh la demande en mariage.

## Œuvres
- Evelina, or, A Young Lady's Entrance into the World, 1778.
- The Witlings, 1779.
- Cecilia or, Memoirs of an Heiress, 1782.
- Edwy and Elgiva, 1788 – 1795.
- Hubert de Vere et The Siege of Pevensey, 1790 – 1797.
- Elberta, 1791.
- Brief Reflexions Relative to the Emigrant French Clergy, 1793.
- Camilla, or, A Picture of Youth, 1796.
- Love and Fashion, 1798 – 1800.
- A Busy Day et The Woman-Hater, 1801 – 1802.
- The Wanderer: Or, Female Difficulties, 1814.
- Memoirs of Doctor Burney, 1832.